# Carl Otto Bartning
Carl Otto Bartning (né le 2 septembre 1909 à Berlin, mort le 11 novembre 1983 dans la même ville) est un monteur allemand.

## Biographie
Fils du peintre Ludwig Bartning, il suit une formation de 1928 à 1932 chez Tobis. Dans les années 1930, il est directeur du département du montage de nombreuses productions cinématographiques allemandes.
Pendant la Seconde Guerre mondiale, il prend part en sa qualité de rédacteur en chef au traitement de la propagande des images de la guerre. À partir des années 1950, il est présent dans le cinéma ouest-allemand.
Par ailleurs, Bartning fait quelques expositions en tant que graphiste.

## Filmographie partielle
- 1931 : Eine Stunde Glück
- 1931 : Dupont et cie
- 1931 : Ein ausgekochter Junge
- 1932 : Unter falscher Flagge
- 1933 : Kaiserwalzer
- 1933 : Polizeiakte 909 de Robert Wiene
- 1934 : Stoßtrupp 1917
- 1934 : L'Aventure
- 1934 : Peer Gynt
- 1935 : Hundert Tage de Franz Wenzler
- 1935 : Nacht der Verwandlung
- 1935 : Vergiß mein nicht
- 1935 : Der Mann mit der Pranke
- 1936 : Sa Majesté se marie d'Erich Engel
- 1936 : Boccaccio
- 1936 : Glückskinder de Paul Martin
- 1936 : Die Nacht mit dem Kaiser
- 1937 : Gasparone
- 1937 : Les Sept Gifles de Paul Martin
- 1938 : Un soir d'escale
- 1938 : Nanon
- 1939 : Ein hoffnungsloser Fall d'Erich Engel
- 1939 : D III 38
- 1940 : Baptême du feu
- 1940 : Sprung in den Feind
- 1950 : Insel ohne Moral
- 1951 : L'Homme perdu
- 1952 : Le Rêve multicolore
- 1953 : Die Stärkere
- 1953 : Et le cœur danse
- 1954 : Ein Leben für Do
- 1954 : Konsul Strotthoff
- 1954 : Die Hexe
- 1955 : Der Himmel ist nie ausverkauft
- 1955 : Ein Mann vergißt die Liebe
- 1955 : Vor Gott und den Menschen
- 1955 : Rendez-moi justice
- 1956 : Kitty, une sacrée conférence (Kitty und die große Welt) d'Alfred Weidenmann
- 1957 : L'Inutile Sacrifice (Der Stern von Afrika)
- 1957 : UB 55, corsaire de l'océan (de)
- 1958 : Stefanie
- 1958 : Schmutziger Engel
- 1958 : Mademoiselle Scampolo d'Alfred Weidenmann
- 1959 : Le Pont de Bernhard Wicki
- 1960 : Confession du Mardi-Gras (Die Fastnachtsbeichte)
- 1960 : Stefanie in Rio
- 1961 : Le Miracle du père Malachias
- 1961 : Das letzte Kapitel (de)
- 1962 : La Porte aux sept serrures
- 1962 : Le Requin harponne Scotland Yard
- 1964 : Herrenpartie
- 1964 : Ein Frauenarzt klagt an
- 1969 : Rumpelstilz
- 1971 : X 312 - Vol pour l'enfer (lb)
- 1974 : Auch ich war nur ein mittelmäßiger Schüler
- 1974 : Sie sind frei, Dr. Korczak
- 1977 : Es muss nicht immer Kaviar sein (série télévisée)

## Crédit d'auteurs
- (de) Cet article est partiellement ou en totalité issu de l’article de Wikipédia en allemand intitulé « Carl Otto Bartning » (voir la liste des auteurs).